# Peter Hagenauer
Peter Hagenauer (* 4. Jänner 1945 in Deutschlandsberg) ist ein steirischer Politiker (Grüne).

## Leben und Beruf
Hagenauer erlernte den Beruf des Exportkaufmanns und arbeitete lange Zeit als Mitarbeiter beim Institut für Umweltforschung in Graz in den Bereichen Raumordnung und Alternativenergie. Zudem engagierte er sich bereits in den 1970er Jahren in der Grazer Bürgerinitiativenbewegung und war Mitbegründer der Österreichischen Grünen. Von 1983 bis 1999 arbeitete Hagenauer als Pressesprecher der Steirischen Grünen und vertrat diese vom 1. Oktober 1999 bis 2008 im Landtag Steiermark. Hagenauer kandidierte 2008 bei der Gemeinderatswahl in Graz und wurde am 13. März 2008 als Gemeinderat angelobt. Zuvor hatte er am 10. März 2008 sein Mandat als Landtagsabgeordneter zurückgelegt. Im September 2011 legte Hagenauer sein Gemeinderatsmandat aus privaten Gründen zurück.
Er ist von einer Ehefrau geschieden und lebt in Graz. Eine zweite Heimatstadt war durch eine Lebensgefährtin Bonn. Als sie 2011 erkrankt, geht er nach Bonn, um für sie da zu sein. Nach ihrem Tod wohnt er spätestens seit 2021 wieder im Grazer Bezirk Gries.

## Abgeordneter
Hagenauer war von 1999 bis 2008 Abgeordneter zum Landtag Steiermark und vertrat die Grünen von 2008 bis 2011 im Grazer Gemeinderat.

## Guerillaaktion „erster Radweg“
Peter Hagenauer schloss sich im Juni 1980 einer kleinen Gruppe Alltagsradler um Raumplaner Günther Tischler an, als diese in einer Nacht darangingen, in der Wilhelm-Fischer-Allee den „ersten Radweg“ in Graz vom sehr breiten, östlichen Gehsteig abzumarkieren. Dank Presseaussendung von Tischler erschien ein Zeitungsartikel – für die Aktivisten unerwartet jedoch schon in der Abendausgabe der Kleinen Zeitung. Diese wurde von Polizisten gelesen, die daraufhin prompt an Ort und Stelle Nachschau hielten. Erwischt und verwaltungsstrafrechtlich verfolgt wurden mehrere der Aktivisten beim Rampenbau mit Kaltasphalt, nicht jedoch Hagenauer, der am anderen Ende der Allee Markierfarbe pinselte.
Vizebürgermeister Erich Edegger – autoführerscheinfrei und radfahrend – hatte die Größe, die für das Fahrradlogo am Asphalt verwendete Schablone durch Kauf in Höhe der Polizeistrafe abzulösen oder gegen eine Strafe abzutauschen. Erst im Herbst 1980 wurde der Radweg hier offiziell errichtet – als einer von zwei ersten in der Stadt.